# Jolt (film)
Pour les articles homonymes, voir Électrochoc et Jolt.
Pour plus de détails, voir Fiche technique et Distribution.
Électrochoc (Jolt) (littéralement « Choc ») est un film américain réalisé par Tanya Wexler, sorti en 2021.

## Synopsis
Lindy est une superbe femme pleine d'humour qui porte un douloureux secret. En raison d'un trouble neurologique rare, elle éprouve des pulsions de rage et de meurtre qui ne peuvent être contrôlées que lorsqu'elle se choque avec un appareil à électrodes. Incapable de trouver l'amour et sa place dans ce monde, elle accorde finalement sa confiance à un homme, dont elle tombe éperdument amoureuse avant de le retrouver assassiné. Le cœur complètement brisé et dans une colère noire, elle se donne pour mission de venger le meurtre de cet homme tout en étant poursuivie par la police en tant que principale suspecte du crime.

## Fiche technique
Sauf indication contraire, les informations mentionnées dans cette section peuvent être confirmées par les bases de données cinématographiques IMDb et Allociné,  présentes dans la section « Liens externes ».
- Titre original et ancien titre français : Jolt
- Titre français : Électrochoc
- Réalisation : Tanya Wexler
- Scénario : Scott Wascha
- Musique : Dominic Lewis
- Photographie : Jules O'Loughlin
- Montage : Chris Barwell, Michael J. Duthie et Carsten Kupanek
- Production : David Bernardi, Sherryl Clark, Les Weldon et Robert Van Norden

Production déléguée : Avi Lerner, Jeffrey Greenstein, Lati Grobman, Christa Campbell, Trevor Short et Jonathan Yunger
- Sociétés de production : Millenium Media ; Amazon Studios (coproduction)
- Sociétés de distribution : Prime Video
- Pays d'origine :  États-Unis
- Langue originale : anglais
- Genres : action, comédie, thriller
- Durée : 91 minutes
- Date de sortie :
  - Monde : 23 juillet 2021 (Prime Video)

## Distribution
- Kate Beckinsale (VF : Laura Blanc) : Lindy
- Bobby Cannavale (VF : Constantin Pappas) : le détective Jalen Vicars
- Laverne Cox (VF : Sarah Jones) : le détective Nevin
- Jai Courtney (VF : Jérémie Covillault) : Justin
- Ori Pfeffer (VF : Thibaut Belfodil) : Delacroix
- Stanley Tucci (VF : Bernard Alane) : Dr. Ivan Marcelus Munchin
- Susan Sarandon (VF : Béatrice Delfe) : la femme
- David Bradley (VF : Emmanuel Karsen) : Gareth Fizel
- Sophie Sanderson (VF : Iliana Sakji) : Andy

## Production
En avril 2019, on annonce que Kate Beckinsale est engagée à interpréter un rôle dans ce film, avec Tanya Wexler en tant que réalisatrice et Scott Wascha en tant que scénariste. En juillet, Bobby Cannavale, Laverne Cox, Stanley Tucci et Jai Courtney font partie du film.
Le tournage commence en juillet 2019.